# Hugo III (książę Burgundii)
Hugo III de Bourgogne (ur. 1148, zm. 25 sierpnia 1192 w Tyrze) - książę Burgundii w latach 1162–1192. Syn księcia Odona II i Marii de Blois.
Hugo popadł w konflikt dotyczący granic burgundzko-francuskich z królem Francji - Ludwikiem VII Młodym. Kiedy w 1180 Ludwik zmarł i na tronie zastąpił go syn - Filip II August, Hugo wykorzystał okazję i przeciągnął kilku możnych na swoją stronę. Filip August stracił kilku wasali - w odwecie najechał Burgundię i zaczął oblężenie Châtillon. Miasto padło, a do francuskiej niewoli dostał się najstarszy syn Hugona. Hugo zmuszony był do zapłacenia wysokiego okupu za syna i zrezygnowania ze swoich ambicji, w zamian Filip August zawarł z Burgundią pokój. W 1187 Hugo przeniósł stolicę Burgundii do Dijon.
Hugo wziął udział w III krucjacie pod dowództwem Filipa Augusta. Został najbardziej zaufanym towarzyszem króla Anglii - Ryszarda Lwie Serce i walczył u jego boku z Saladynem. Kiedy Filip August wrócił do Francji, Hugo został dowódcą oddziałów francuskich w Ziemi Świętej - brał udział w zwycięskiej bitwie pod Arsuf (7 września 1191) i oblężeniu Akki. Zmarł rok później i został pochowany w opactwie w Cîteaux.

## Małżeństwa i potomstwo
W 1165 ożenił się z Alicją Lotaryńską (1145–1200), córką Mateusza I, księcia Lotaryngii. Oddalił ją w 1183. Para miała razem:
- Odona III (1166–1218), księcia Burgundii (1192–1218),
- Aleksandra (1170–1205), pana Montagu,
- Douce (1175–1219), od 1196 żonę Szymona de Semur, pana Luzy,
- Alicję Alix (ur. 1177), żonę Bérauda VII, pana Mercoeur.

W 1183 Hugo ożenił się z Beatrycze d'Albon (1161–1228), hrabiną Albon i delfiną Viennois, córką Gwidona V. Z drugiego małżeństwa doczekał się:
- Andrzeja Guigues'a VI (1184–1237), delfina Viennois, hrabiego Albon, Grenoble i Gap,
- Matyldy Mahaut (1190–1242), od 1214 żony Jana I, hrabiego Châlon i Auxonne,
- Anny (1192–1243), od 1222 żony Amadeusza IV, hrabiego Sabaudii.